# Unione Sportiva Libertas Rimini 1935-1936
Questa voce raccoglie le informazioni riguardanti l'Unione Sportiva Libertas Rimini nelle competizioni ufficiali della stagione 1935-1936.

## Rosa
| N. |                   | Ruolo | Calciatore         |
| -- | ----------------- | ----- | ------------------ |
|    | Italia (bandiera) | C     | Calliope Bianchi   |
|    | Italia (bandiera) | A     | Marcello Biavati   |
|    | Italia (bandiera) | C     | Dino Bovoli        |
|    | Italia (bandiera) | C     | Mario Bruno        |
|    | Italia (bandiera) | A     | Carlo Capra        |
|    | Italia (bandiera) | A     | Natale Compagnoni  |
|    | Italia (bandiera) | D     | Giancarlo Genesini |
|    | Italia (bandiera) | D     | Nino Ghinassi      |
|    | Italia (bandiera) | D     | Renato Malservisi  |
|    | Italia (bandiera) | A     | Saturno Mietti     |
|    | Italia (bandiera) | C     | Giovacchino Migani |

| N. |                   | Ruolo | Calciatore          |
| -- | ----------------- | ----- | ------------------- |
|    | Italia (bandiera) | A     | Walter Montanari    |
|    | Italia (bandiera) | A     | Giuseppe Pavan      |
|    | Italia (bandiera) | D     | Eros Recordati      |
|    | Italia (bandiera) | C     | Mario Savini        |
|    | Italia (bandiera) | C     | Ermenegildo Soci    |
|    | Italia (bandiera) | A     | Stoppa              |
|    | Italia (bandiera) | P     | Francesco Tiedorani |
|    | Italia (bandiera) | D     | Bruno Terdossi      |
|    | Italia (bandiera) | A     | Francesco Zangheri  |
|    | Italia (bandiera) | P     | Marco Zavoli        |